# Макогон Віктор Васильович
Макогон Віктор Васильович (нар. 23 квітня 1947— 20 липня 2015) — викладач, заслужений працівник культури України.

## Біографія
Народився 23 квітня 1947 в м. Горлівка Донецької області. Навчався в Горлівській СШ № 6 (1954—1962) і у Горлівському індустріальному технікумі (1962—1966), потім служив у Радянській Армії (1966—1968). Вищу освіту здобув на художньо-графічному факультеті Одеського педагогічного інституту ім. К. Д. Ушинського, який у 1975 р. закінчив з відзнакою. Навчався у Ленінградському інституті живопису, скульптури і архітектури ім. Рєпіна. З 1976 р. — викладач Чернівецької художньої школи ім. М. Івасюка, з 1982 р. — ще й директор.

## Громадська діяльність
Учасник обласних виставок викладачів художніх шкіл. Член Республіканської ради директорів початкових спеціалізованих мистецьких навчальних закладів. Голова обласної методичної секції у Чернівцях з предмета «Живопис».

## Відзнаки
- Заслужений працівник культури України (1993).
- Відмінник освіти України (1996).
- Літературно-мистецька премія ім. С. Воробкевича (2002).